# Győzteskompenzáció
A győzteskompenzáció az egyéni választókerület győztesét jelölő pártnak járó töredékszavazat a magyar országgyűlési választási rendszerben, 2011 óta.
A győzteskompenzáció ma más országokban nem létezik olyan formában, mint Magyarországon, azonban egyes nyugat-német államokban használták a 20. század közepén. Olaszországban 1993 és 2005 között létezett a magyar verzióval ellentétes előjellel. Itt nem a vesztesek és a győztesek többletszavazatait adták hozzá a listás szavazatokhoz, hanem a győztesek nem többletszavazatnak minősülő szavazatait vonták le a listás szavazatokból.
A győzteskompenzációt gyakran összekeverik a többségi bónusz, illetve többletmandátum kifejezésekkel, amik nem ugyanazok, bár a magyarországi formájában a győzteskompenzáció idáig mindig többségi bónuszként hatott (ez azonban nem szükségszerű).
A győzteskompenzáció a magyar rendszertől eltérően, egyes arányos rendszereknek szükségszerű eleme, például az egyéni átruházható szavazat esetében. Itt azonban fontos kiemelni, hogy ugyanabban a választókerületben több képviselőt választanak egyszerre, így a győztes (akinek szavazóit kompenzálják) nem nyerte meg a teljes választókerületet, csupán egy mandátumot, ami közben többletszavazatai keletkezhettek.

## A magyar választási rendszer
Az országgyűlési választáson mindenkinek két szavazata van:
- egy egyéni
- egy listás.[5]

A listás szavazás arányos (lásd alább), az egyéni aránytalan. Az arányos választás azt jelenti, hogy a parlamenti mandátumok pártaránya megegyezik a pártokra leadott szavazatok arányával. Országos szinten az arányos rendszer az igazságos: minden párt a kapott szavazatok arányában vehet részt parlamenti döntésekben.
Az egyéni rendszer aránytalan, hiszen egy jelölt nyeri el a mandátumot, a többiekre leadott szavazatok elvesznek. A magyar választási rendszer ezt az aránytalanságot a töredékszavazatokkal csökkenti.

## Töredékszavazatok
2011 óta a magyar országgyűlési választásokon a töredékszavazatoknak két fajtája van, mindkettő az egyéni választáson keletkezik:
- az egyéni választáson mandátumot nem nyert összes szavazat
- a választókerület első és második helyezettjének szavazatkülönbsége − 1. ezt nevezikgyőzteskompenzációnak.

A töredékszavazatokat hozzáadják a párt listán kapott szavazataihoz. Független jelölteknél, vagy ha a párt nem állíthatott listát, vagy ha a párt listája nem érte el az 5%-ot, a töredékszavazat elvész.
A listás szavazatokat arányosan osztják el (lásd alább). A vesztett szavazatok listára kerülése valamivel arányosabbá teszi a választási rendszert. A győzteskompenzáció viszont általában rontja a töredékszavazatok arányosító hatását, hiszen az egyéni mandátumon túl hatása van egy listás mandátum megszerzésére is.

## A listás szavazatok kiosztása
Az első lépés a töredékszavazatok számának a megállapítása pártlistánként. A választás hivatalos eredménye csak a pártok összes töredékszavazatát közli (lásd az alábbi táblázat fejlécében levő lábjegyzeteket), és nem választja szét a vesztes és a győzteskompenzációs töredékszavazatokat sem, az egyéni választókerületek hivatalos eredményében viszont minden adat megvan a Nemzeti Választási Bizottság által elvégzett számítások megismétléséhez.
Az E sorból a D’Hondt-módszerrel lehet kiszámítani a listák által elnyert mandátumok számát (F sor).
|         |                                | DK-Jobbik- Momentum-MSZP- LMP-Párbeszéd | DK-Jobbik- Momentum-MSZP- LMP-Párbeszéd | Mi Hazánk | Mi Hazánk | FIDESZ-KDNP | FIDESZ-KDNP | Összesen   |
| Darab   | %                              | Darab                                   | %                                       | Darab     | %         | Darab       |             |            |
| ------- | ------------------------------ | --------------------------------------- | --------------------------------------- | --------- | --------- | ----------- | ----------- | ---------- |
| A       | Listára leadott szavazat       | 1,947,331                               | 34.62                                   | 332,487   | 5.91      | 3,060,706   | 54.42       | 5,624,225  |
| B       | Vesztes töredékszavazat        | 1,493,076                               |                                         | 307,064   |           | 404,540     |             |            |
| C       | Győzteskompenzáció             | 86,073                                  |                                         | 0         |           | 925,716     |             |            |
| D (B+C) | Összes töredékszavazat         | 1,579,149                               |                                         | 307,064   |           | 1,330,256   |             |            |
| E (A+D) | Összes listára kerülő szavazat | 3,526,480                               | 41,21                                   | 639,551   | 7,47      | 4,390,962   | 51,31       | 8,556,993  |
| F       | Listás mandátum                | 38                                      | 41.30                                   | 6         | 6.52      | 48          | 52.17       | 92         |
| G       | Egyéni szavazat                | 1,983,708                               | 36.90                                   | 307,064   | 5.71      | 2,823,419   | 52.52       | 5,375,688  |
| H       | Egyéni mandátum                | 19                                      | 17.92                                   | 0         | 0.00      | 87          | 82.08       | 106        |
| I (A+G) | Összes szavazat                | 3,931,039                               | 35.74                                   | 639,551   | 5.81      | 5,884,125   | 53.49       | 10,999,913 |
| J (F+H) | Összes mandátum                | 57                                      | 28.79                                   | 6         | 3.03      | 135         | 68.18       | 198        |

Észrevételek:
- I és J sor: a Fidesz-KDNP a szavazatok 53.49%-ával szerezte meg a mandátumok 68.18%-át.
- G és H sor: a Fidesz-KDNP az egyéni szavazatok 52.52%-ával szerezte meg az egyéni mandátumok 82.08%-át.
- E és F sor: a D’Hondt-módszer arányosan osztja ki a listás mandátumokat.
- A és F sor: a listás választási részrendszer aránytalanításával lesz az egész arányosabb.

## A győzteskompenzáció hatása
A győzteskompenzáció hatását úgy tudjuk felmérni, ha anélkül is végigszámoljuk a választás eredményét. Vagyis a C sor eltűnik, következésképp a B és a D azonos lesz, az E sor pedig módosul.
A győzteskompenzáció csak a listás mandátumokra van hatással, ezért az egyéni sorokat kihagyjuk a fenti táblázatból. (A sorok betűjelét meghagyjuk.)
|       |                                           | DK-Jobbik- Momentum-MSZP- LMP-Párbeszéd | DK-Jobbik- Momentum-MSZP- LMP-Párbeszéd | Mi Hazánk | Mi Hazánk | FIDESZ-KDNP | FIDESZ-KDNP | Összesen   |
| Darab | %                                         | Darab                                   | %                                       | Darab     | %         | Darab       |             |            |
| ----- | ----------------------------------------- | --------------------------------------- | --------------------------------------- | --------- | --------- | ----------- | ----------- | ---------- |
| A.    | Listára leadott szavazat                  | 1,947,331                               | 34.62                                   | 332,487   | 5.91      | 3,060,706   | 54.42       | 5,624,225  |
| D.    | (Vesztes) töredékszavazat                 | 1,493,076                               |                                         | 307,064   |           | 404,540     |             |            |
| E.    | Összes listára kerülő szavazat            | 3,440,407                               | 45,60                                   | 639,551   | 8,48      | 3,465,246   | 45,93       | 7,545,204  |
| F.    | Listás mandátum győzteskompenzáció nélkül | 42                                      | 45.65                                   | 7         | 7,61      | 43          | 46,74       | 92         |
|       | Listás mandátum győzteskompenzációval     | 38                                      | 41.30                                   | 6         | 6.52      | 48          | 52.17       | 92         |
| I.    | Összes szavazat                           | 3,931,039                               | 35.74                                   | 639,551   | 5.81      | 5,884,125   | 53.49       | 10,999,913 |
| J.    | Összes mandátum győzteskompenzáció nélkül | 61                                      | 30.81                                   | 7         | 3.54      | 130         | 65,66       | 198        |
|       | Összes mandátum győzteskompenzációval     | 57                                      | 28.79                                   | 6         | 3.03      | 135         | 68.18       | 198        |

Látható, hogy győzteskompenzáció nélkül a választási rendszer arányosabb lenne: a győzteskompenzáció nélküli J sor %-értékei közelebb vannak az I-éihez, mint győzteskompenzációval. Ennél sokkal fontosabb, hogy győzteskompenzáció nélkül nem lenne meg a Fidesz-KDNP 133 mandátuma, ami a ⅔-hoz kell.
2018-ban a győzteskompenzáció ugyancsak 5, 2014-ben 6 mandátumot  hozott a Fidesz-KDNP-nek. Vagyis 2014 óta a győzteskompenzációval van a Fidesz-KDNP-nek ⅔-os parlamenti többsége. Ezt kifogásolta a magyar jogállamiságról szóló Delbos-Corfield-jelentés T. pontja.

## Forrás
- Országgyűlés összetétele: ORSZÁGGYŰLÉSI KÉPVISELŐK VÁLASZTÁSA 2022. vtr.valasztas.hu (2022. április 16.)

## Kapcsolódó lapok
- Többletmandátum
- Kétszavazatos töredékszavazat-visszaszámláló rendszerek
- Magyar országgyűlési választások rendszere 1989 és 2010 között